# خانه موزه شیخ محمد خیابانی
خانه شیخ محمد خیابانی، امروزه «خانه موزه شیخ محمد خیابانی» یک بنای تاریخی در مرکز تبریز است که شیخ محمد خیابانی ۱۰، ۱۵ سال آخر عمر خود را در آن زیسته بود. این خانه که در میدان شهید بهشتی تبریز (چهارراه منصور سابق) واقع شده، در اواخر دوره قاجار و اوایل دوره پهلوی احداث شده‌است. ارزش میراثی این بنا، فرهنگی سیاسی است.
این اثر در تاریخ ۱۹ مرداد ۱۳۸۴ با شمارهٔ ثبت ۱۲۷۸۳ به‌عنوان یکی از آثار ملی ایران به ثبت رسیده‌است.

## مشخصات

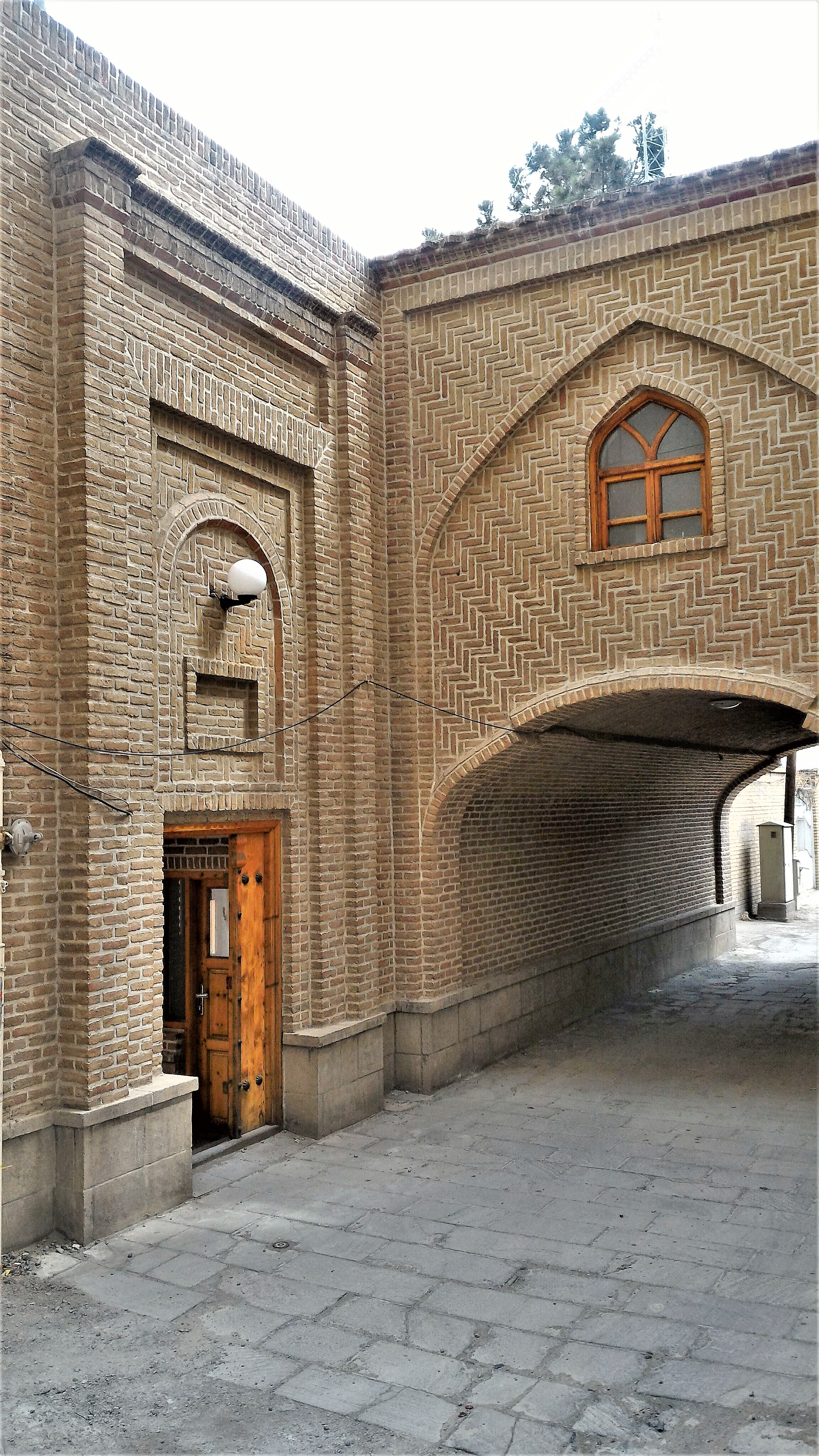
درب ورودی خانه

خانه در یک طبقه ساخته شده و شامل دو حیاط اندرونی و بیرونی است. حیاط بیرونی به فرم باغ ایرانی بوده که بعدها دستکاری شده‌است. بنا با حیاط بیرونی توسط دو ورودی ارتباط دارد که در امتداد این درها، دو راهرو دسترسی به سالن اصلی (طنبی) و اتاق‌های جانبی (گوشوار) را امکان‌پذیر می‌سازد.
بنا دارای یک سالن بزرگ (طنبی) به ابعاد ۶ در ۷ متر و دو اتاق در طرفین (گوشوار) و ۴ اتاق به عنوان فضاهای خدماتی در پشت گوشوارها است. نورگیر طنبی از هر دو حیاط اندرونی و بیرونی می‌باشد؛ در حالی که نورگیری گوشوارها فقط از حیاط بیرونی است. زیرزمین خانه در زیر طنبی واقع شده که دسترسی آن از حیاط اندرونی می‌باشد. در این خانه پلان و نما کاملاً قرینه‌اند. بنا دارای آجرکاری‌های دوره پهلوی است که در بالای هر کدام از پنجره‌ها فرم کتیبه‌های آجری متفاوت و به صورت قرینه‌اند. نمای حیاط اندرونی دارای آجرکاری با کتیبه‌های ساده گچی است.
سطح حیاط بیرونی به اندازه دو پله پایین‌تر از سطح کوچه و همچنین از سطح بنا نیز ۳ پله پایین‌تر می‌باشد و با انواع درختان میوه پوشیده شده‌است. در قسمت ورودی به حیاط بیرونی انباری وجود دارد که با استفاده از فضای جرز ساباط ساخته شده‌است. حیاط اندرونی در سه ضلع جنوبی، غربی و شرقی دارای فضاهای خدماتی است و تقریباً هم سطح با بناست.